# 盛伦
盛伦（發音：[sèiɴ lwɪ̀ɴ]；1923年—2004年4月11日），緬甸政治人物、軍人。緬甸最高領導人奈溫的心腹。1988年7月26日任缅甸社会主义纲领党主席，次日继任缅甸总统。同年8月12日辭去黨主席及總統的職務。
他在8888民主運動採取強硬的鎮壓政策，因而獲得“仰光屠夫”的绰号。

## 继任与辞职
总统奈溫辞职後，继任总统的盛倫採取了強硬姿態，實行軍事管制。這些做法引起全國民眾的不滿。各地遊行示威活動的勢頭在進入8月後明顯加強。全國學聯決定在8月8日舉行全國大遊行。仰光大學地理系學生、著名的學生領袖台基偉（Htay Kywe）在7月28日接受英國廣播公司（BBC）採訪時宣佈了全國學聯的這個決定。
消息傳開，各地的學生、農民、工人和地下活動人士都行動起來，公開活動。一時間，仰光和其它許多城市到處都可以看到各種傳單、小冊子和標語，對盛倫軍政府進行嚴厲的譴責。
越來越多的人加入民主運動。除了學生、農民和工人之外，政府職員、僧侶、教師、醫護人員、甚至部分空軍和海軍的軍人也參加遊行。城市的醫院、體育場和廣場都搭起了講台，成為遊行集會的主要場地。
軍政府在1988年8月3日宣佈從晚上8時至早上4時之間實施戒嚴，並禁止5人以上的群體聚集在一起。
8月8日，大批民眾無視政府禁令湧向街頭，在全國各地發動了聲勢浩大的抗議示威行動。在首都仰光，佛教徒、穆斯林、學生、工人、青年人和老年人從四方八面走向市中心。親歷這次民主運動的昂丁（Aung Din）後來回憶說，「當時簡直不可思議，大隊大隊的人從各個方向湧來，大家在市中心匯合，估計有50萬人。與此同時，在其它很多城鎮，人們為了共同的訴求都舉行了同樣的遊行，為了民主，為了人權。」
示威活動在大致和平中持續了大約4、5天。不過，退居幕後的奈溫發出威脅說，軍隊已經做好準備應付緊急狀態。仰光市民對此感到憤怒。他們中有些人向軍隊投擲燃燒瓶、刀子、石塊、毒鏢和自行車的車條。有些人甚至放火燒了一個警察站，打死了四名警察。
面對如此浩大規模的群眾抗議活動，軍政府感到異常緊張。盛倫從其它地方調動軍隊應付示威者。8月10日，軍隊在仰光總醫院對護理和救助受傷示威者的醫護人員開槍。官方控制的仰光電台報道說，有「1451名暴徒和搗亂分子」被捕。失控的局勢迫使盛倫將軍於8月12日辭職。